# 110-е годы
110-е (сто деся́тые) го́ды по юлианскому календарю — промежуток времени с 1 января 110 года по 31 декабря 119 года, включающий 110 год 1-го десятилетия   и с 111 по 119 годы    2-го десятилетия II века 1-го тысячелетия.  Они закончились 1906 лет назад.

## Важнейшие события
- Кушаны захватили Кашгар, Яркенд и Хотан.
- Написаны «Анналы» Тацита[1].
- Парфянский поход Траяна[2].
- Вторая Иудейская война (115—117)[3]
- Война Рима с языгами и роксоланами (117—119)[4]

## Родились
подробнее Категория:Родившиеся в 110-е годы
- Антиной (любимец Адриана)
- Павсаний (географ)
- Шунь-ди (Хань)
- Элий Аристид
- Марина из Оренсе

## Скончались
подробнее Категория:Умершие в 110-е годы
- Зосима Созопольский — христианский святой, мученик
- Санатрук I Армянский — царь Великой Армении
- Беат из Лунгерна — святой отшельник
- Плиний Младший — древнеримский политик, писатель
- Ашхадар — царь Великой Армении
- Гамлиэль II — палестинский танна
- Седекион — епископ Византийский
- Квирин Нойский — римский трибун, мученик
- Партамасир — царь Великой Армении
- Флавий Латин — священномученик
- Абгар VI — царь Осроены
- Александр I — епископ Рима
- Бань Чжао — китайская писательница, первая китайская женщина-историк, учёный
- Авл Корнелий Пальма Фронтониан — римский консул
- Астий Диррахийский — священномученик, святой епископ Диррахийский
- Ермиония Ефесская — раннехристианская мученица
- Ромил Римский — раннехристианский мученик
- Траян — 13-й римский император
- Фока Синопский — святой священномученик, епископ города Синоп
- Васс из Лучеры — священномученик, епископ Лучеры
- Великомученик Евстафий — христианский святой, великомученик
- Лузий Квиет—римский полководец
- Салонина Матидия — римская аристократка, августа, тёща императора Адриана
- Теренциан из Тоди — священномученик, епископ Тоди
- Серапия — святая мученица Римская